# Hyporthodus nigritus
Hyporthodus nigritus, thường được gọi là cá mú Warsaw, là một loài cá biển thuộc chi Hyporthodus trong họ Cá mú. Loài này được mô tả lần đầu tiên vào năm 1855.

## Phân bố và môi trường sống
H. nigritus có phạm vi phân bố ở Tây Đại Tây Dương. Loài cá này được tìm thấy tại Bermuda và từ bang Virginia trải dài theo bờ biển phía nam Hoa Kỳ đến bang Texas. Trong vịnh Mexico, H. nigritus được tìm thấy ở ngoài khơi Mexico, từ Tuxpan đến rạn san hô Alacranes. Trong biển Caribe, chúng xuất hiện rải rác tại Cuba, Hispaniola, vịnh Venezuela và Trinidad và Tobago, về phía nam đến Rio de Janeiro, Brazil. Phạm vi của H. nigritus được mở rộng thêm tại Barbados, phía tây Honduras và Colombia. H. nigritus sống đơn độc trên vùng đáy đá, ở độ sâu trong khoảng từ 55 đến 525 m.

## Mô tả
Tổng chiều dài cơ thể và trọng lượng tối đa được ghi nhận ở H. nigritus là 235 cm và khoảng 198 kg. Chúng có tốc độ tăng trưởng chậm và có tuổi thọ lên tới 41 năm. Tuy nhiên, cá thể già nhất được biết cho đến nay là 50 tuổi, nặng gần 160 kg.
Cá trưởng thành có màu nâu đỏ hoặc nâu xám, gần như là màu đen dọc theo vùng lưng; thân dưới có màu đỏ xám. Có một số đốm nhỏ màu trắng rải rác khắp cơ thể. Cá con có màu nâu đỏ, vây đuôi màu vàng và một vài đốm trắng trên cơ thể.
Số gai ở vây lưng: 10; Số tia vây mềm ở vây lưng: 13 - 15; Số gai ở vây hậu môn: 3; Số tia vây mềm ở vây hậu môn: 9.
Thức ăn của H. nigritus là các loài cá nhỏ và động vật giáp xác.